# 巴克斯旺普鎮區 (北卡羅萊納州韋恩縣)
巴克斯旺普鎮區（英語：Buck Swamp Township）是位於美國北卡羅萊納州韋恩縣的一個鎮區。

## 地方資料
巴克斯旺普鎮區的面積為82.49平方千米，當中陸地面積為82.38平方千米，而水域面積為0.11平方千米。根據2020年美國人口普查的數據，當地共有人口7704人，而人口密度為每平方千米93.39人。